# Janšizem
Besedo janšizem Slovar slovenskega knjižnega jezika opredeljuje kot »političn[o] usmeritev, ki jo razvija in zastopa Janez Janša«.

## Kritike rabe
Tino Mamić v prispevku v konzervativnem spletnem mediju Domovina navaja, da politično vedenje Janše ni zadosti edinstveno, da bi upravičilo izum novega izraza in da se beseda uporablja zgolj z namenom črnjenja Janše.

## Raba med protivladnimi protesti leta 2020
Med protivladni protesti v Sloveniji leta 2020 so protestniki med drugim uporabljali slogane »Ne politiki janšizma«, »Smrt janšizmu« in »Smrt janšizmu, svoboda narodu« (igra besed na osnovi Partizanskega gesla »Smrt fašizmu, svoboda narodu«). Nekateri protestniki so bili zaradi transparentov z geslom »Smrt janšizmu« zaslišani zaradi suma grožnje s smrtjo Janezu Janši. Eden izmed zaslišanih protestnikov je pojasnil, da so se transparenti nanašali na »janšizem kot ideologijo«.
Janša je večkrat izrazil ogorčenje nad uporabo slogana in v njem prepoznal grožnjo s smrtjo njemu kot tudi vsem volilcem SDS ter organe pregona pozval k ukrepanju. Tožilstvo rabe slogana ni prepoznalo kot kaznivega dejanja, saj je imela fraza po mnenju tožilstva metaforičen pomen in je tako naznanjala nasprotovanje protestnikov politikam Janše oz. njegove stranke. Za tem, ko je tožilstvo ugotovilo, da gesla ni mogoče obravnavati kot smrtne grožnje, je Janša na generalnega državnega tožilca naslovil pismo, v katerem je zapisal: »Zaradi očitnega zanemarjanja svoje zakonske vloge ste odgovorni za stopnjevanje spodbujanja k nasilju, s tem pa prevzemate tudi neposredno odgovornost za posledice, ki jih organizirane grožnje s smrtjo, javno podpiranje takšnega početja in pasivnost pristojnih organov slej ko prej prinesejo. Za vsako morebitno žrtev organiziranih groženj s smrtjo boste neposredno odgovorni.« Državnotožilski svet je Janševo pismo prepoznalo kot nedopusten političen pritisk najvišjega predstavnika izvršilne veje oblasti na tožilstvo.